# 5568 Mufson
5568 Mufson eller 1953 TS2 är en asteroid i huvudbältet, som upptäcktes 14 oktober 1953 av Indiana Asteroid Program vid Indiana University Bloomington med Goethe Link Observatory. Asteroiden har fått sitt namn efter Stuart Mufson.
Asteroiden har en diameter på ungefär 5 kilometer.